# خورشیدگرفتگی ۲۰ ژوئیه ۱۹۶۳
خورشیدگرفتگی ۲۰ ژوئیه ۱۹۶۳ (به انگلیسی: Solar eclipse of July 20, 1963) یک خورشیدگرفتگی از نوع خورشیدگرفتگی کامل است. این خورشیدگرفتگی در تاریخ ۲۰ ژوئیه ۱۹۶۳ میلادی (‎۲۹ تیر ۱۳۴۲ خورشیدی) روی داد که زمان اوج آن، ساعت ۲۰:۳۶:۱۳ به‌وقت ساعت هماهنگ جهانی بوده‌است. مدت زمان و طول این خورشیدگرفتگی ۱ دقیقه و ۴۰ ثانیه بود.